# Skróty i skrótowce używane w NATO – J
- JA – Japan – Japonia
- JAAT – Joint Air Attack Team – połączona lotnicza grupa uderzeniowa
- JAAWSC – Joint AAW (Anti Air Warfare) Shore Coordination (net) – koordynacja połączonych działań bojowych zwalczania celów powietrznych wybrzeża (sieć)
- JACC – Joint Airspace Co-ordination Centre – połączony ośrodek koordynacji przestrzeni powietrznej
- JAM – Jamaica – Jamajka
- JANSC – Joint Air Navigation Services Council – połączony zespół służb nawigacji powietrznej
- JARC – Joint Air Reconnaissance Centre – centrum połączonych operacji rozpoznania powietrznego

- JCB – Joint Consultative Board – Rada Konsultacyjna Sił Sprzymierzonych
- JCMMG – Joint Civil/Military Medical Group – Grupa Służb Medycznych Cywilno-Wojskowych Sił Sprzymierzonych

- JEWC(C) – Joint Electronic Warfare Coordination (Committee/Cell)
  - Komitet ds. Koordynacji Walki Radioelektronicznej Sił Sprzymierzonych
  - Komórka ds. Koordynacji Walki Radioelektronicznej Sił Sprzymierzonych

- JFACC – Joint Force Air Component Commander – dowódca komponentu powietrznego sił połączonych
- JFC – Joint Force Commander – dowódca sił połączonych
- JFHQ – Joint Force Headquarters – dowództwo sił połączonych
- JFLCC – Joint Force Land Component Commander – dowódca komponentu lądowego sił połączonych
- JFMCC – Joint Force Maritime Component Commander – dowódca komponentu morskiego sił połączonych
- JFMS – Joint Force Movements Staff – sztab przemieszczeń sił połączonych
- JFSOCC – Joint Force Special Operations Component Commander
  - dowódca wojsk specjalnego przeznaczenia sił połączonych
  - dowódca komponentu specjalnego przeznaczenia sił połączonych

- JHNSP – Joint HNS Plan – zbiorczy plan wsparcia przez państwo-gospodarza

- JIP – Joint Implementation Plan – połączony plan wdrażania
- JIPTL – Joint Integrated Prioritised Target List – połączona, jednolita, hierarchiczna lista obiektów uderzeń

- JLCC – Joint Logistic Co-ordination Centre – połączone logistyczne centrum koordynacji

- JMCC – Joint Movement Co-ordination Centre – połączone centrum koordynacji ruchu wojsk

- JOA – Joint Operations Area – obszar działań połączonych
- JOINTEX – Joint Exercise Involving Forces of More Than One Service of the Same Nation – połączone ćwiczenia obejmujące więcej niż jeden rodzaj wojsk tego samego państwa

- JRMS – Joint Reception and Movements System – system przyjęcia i transportu Sił Sprzymierzonych[1]

- JSEAD – Joint Suppression Of Enemy Air Defences – połączone obezwładnianie obrony powietrznej przeciwnika
- JSRC – Joint Sub-Regional Command – połączone dowództwo rejonu

- JTCB – Joint Targeting Co-ordination Board – połączony zespół koordynujący wyznaczanie obiektów uderzeń
- JTCC – Joint Transport Co-ordination Centre – połączone centrum koordynacji transportu
- JTF – Joint Task Force – połączone siły zadaniowe
- JTIDS – Joint Tactical Information Distribution System – połączony system dystrybucji informacji taktycznych
- JTL – Joint Target List – połączona lista obiektów uderzeń (uzgodniona z wojskami lądowymi, marynarką wojenną i lotnictwem)
- JTLS – Joint Theatre-Level Simulation – symulacja połączonych działań Sił Sprzymierzonych na poziomie teatru